# Основной государственный регистрационный номер
ОГРН (основной государственный регистрационный номер) в Российской Федерации присваивается юридическому лицу при его создании как номер записи о его регистрации в государственном реестре. В соответствии с Федеральным законом от 8 августа 2001 г. № 129-ФЗ «О государственной регистрации юридических лиц» сведения о юридическом лице, зарегистрированном до введения в действие указанного Закона, ОГРН присваивался при первом представлении.

## Структура ОГРН
Государственный регистрационный номер записи, вносимый в Единый государственный реестр юридических лиц, состоит из 13 цифр, расположенных в следующей последовательности:
- С Г Г К К Н Н Х Х Х Х Х Ч

где:
- С (1-й знак) — признак отнесения государственного регистрационного номера записи:
  - к основному государственному регистрационному номеру (ОГРН)* — 1, 5 (присваивается юридическому лицу)
  - к иному государственному регистрационному номеру записи ЕГРЮЛ* (ГРН) — 2, 6, 7, 8, 9
  - к основному государственному регистрационному номеру индивидуального предпринимателя (ОГРНИП)* — 3 (присваивается индивидуальному предпринимателю)
  - к иному государственному регистрационному номеру записи ЕГРИП* (ГРНИП) — 4
- ГГ (со 2-го по 3-й знак) — две последние цифры года внесения записи в государственный реестр
- КК (4-й, 5-й знаки) — порядковый номер субъекта Российской Федерации по перечню субъектов Российской Федерации, установленному статьей 65 Конституции Российской Федерации
- НН (с 6-го по 7-й знак) — код налоговой инспекции
- ХХХХХ (с 8-го по 12-й знак) — номер записи, внесенной в государственный реестр в течение года
- Ч (13-й знак) — контрольное число: младший разряд остатка от деления предыдущего 12-значного числа на 11, если остаток от деления равен 10, то контрольное число равно 0 (нулю).

Приказ Минфина России от 30.10.2017 № 165н (ред. от 29.10.2018) «Об утверждении Порядка ведения Единого государственного реестра юридических лиц и Единого государственного реестра индивидуальных предпринимателей, внесения исправлений в сведения, включенные в записи Единого государственного реестра юридических лиц и Единого государственного реестра индивидуальных предпринимателей на электронных носителях, не соответствующие сведениям, содержащимся в документах, на основании которых внесены такие записи (исправление технической ошибки), и о признании утратившим силу приказа Министерства финансов Российской Федерации от 18 февраля 2015 г. № 25н» (зарегистрировано в Минюсте России 16.01.2018 N 49645).